# Anstois
Anstois ist ein Ortsteil der Gemeinde Kall im Kreis Euskirchen, Nordrhein-Westfalen. Bis 1971 gehörte der Ort zum Kreis Schleiden.
Der Ort liegt zwischen Kall und Gemünd, einem Stadtteil von Schleiden, direkt am Olefer Kirchwald am Rande des Nationalparks Eifel. Am Ortsrand trifft die Landesstraße 204 von Kall kommend auf die Bundesstraße 266.
Am östlichen Ortsrand zwischen Dorf und Bundesstraße verläuft die Oleftalbahn von Kall nach Hellenthal.
Die VRS-Buslinie SB81 der RVK verbindet den Ort mit Kall, Gemünd und Hellenthal. Ergänzend verkehren einzelne Fahrten der Linie 829 auf der gleichen Strecke. An Sonn- und Feiertagen verkehrt eine Fahrt der Linie 815 als Fahrradbus von Kall nach Monschau.
| Linie | Verlauf |
| ----- | --- |
| 815   | Wald-Linie (Fahrradbus mit Anhänger, nur sonn- und feiertags von April bis Oktober): Kall Bf – Kall Gemünder Str – Anstois – Gemünd – Herhahn – Dreiborn – Wahlerscheid – Höfen – Monschau |
| 829   | (Kall Bf – Kall Gemünder Str – Anstois – Gemünd – Nierfeld – Olef –) Schleiden – Oberhausen – Blumenthal – Hellenthal                                                                      |
| SB81  | Schnellbus: Kall Bf – Kall Gemünder Str – Anstois – Gemünd – Nierfeld – Olef – Schleiden – Oberhausen – Blumenthal – Hellenthal                                                            |

Anstois gehört zum Bezirk Kall, der für den Bezirk bestimmte Ortsvorsteher ist Stefan Kupp (CDU).